# Pogo (dans)

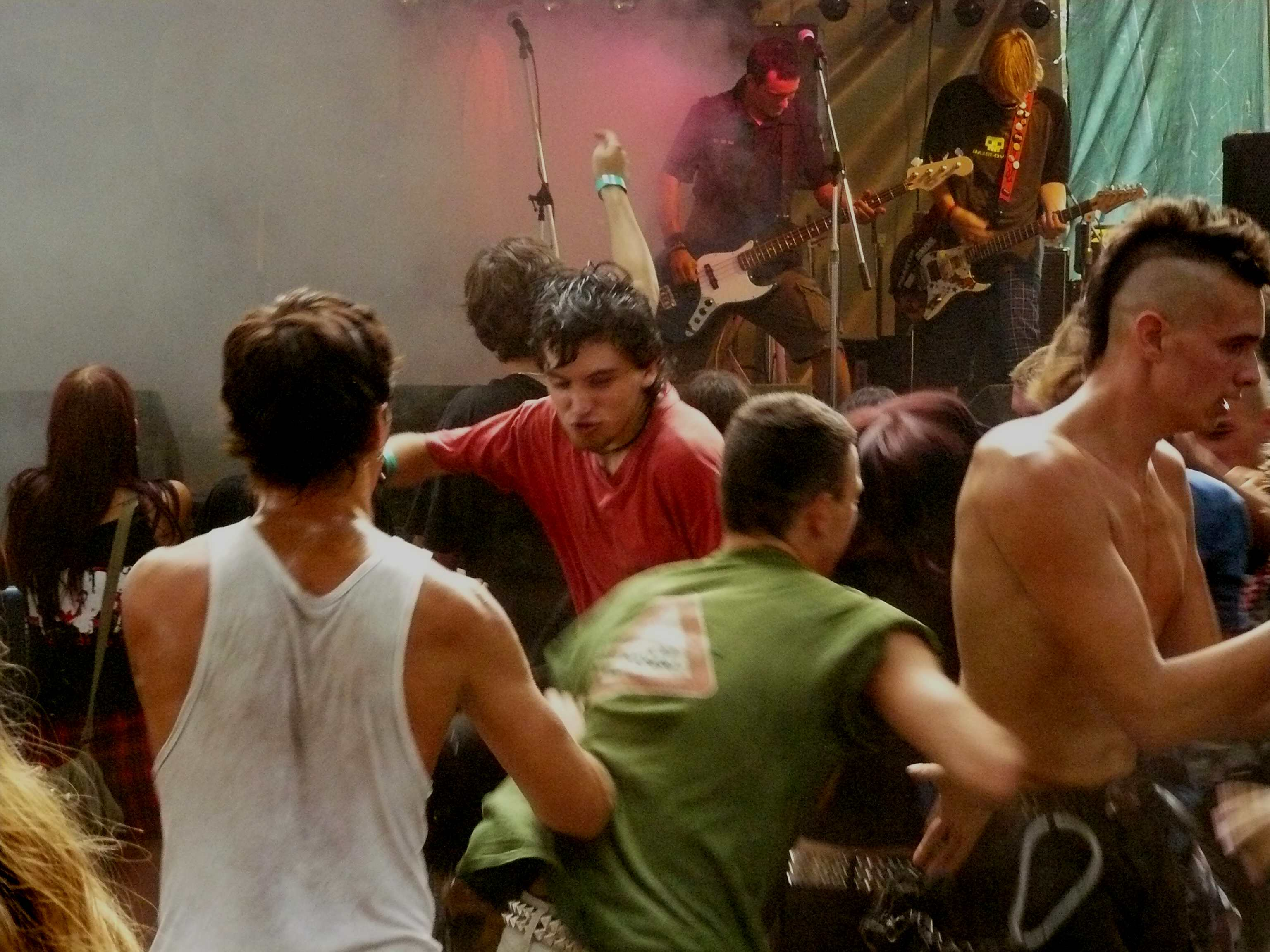

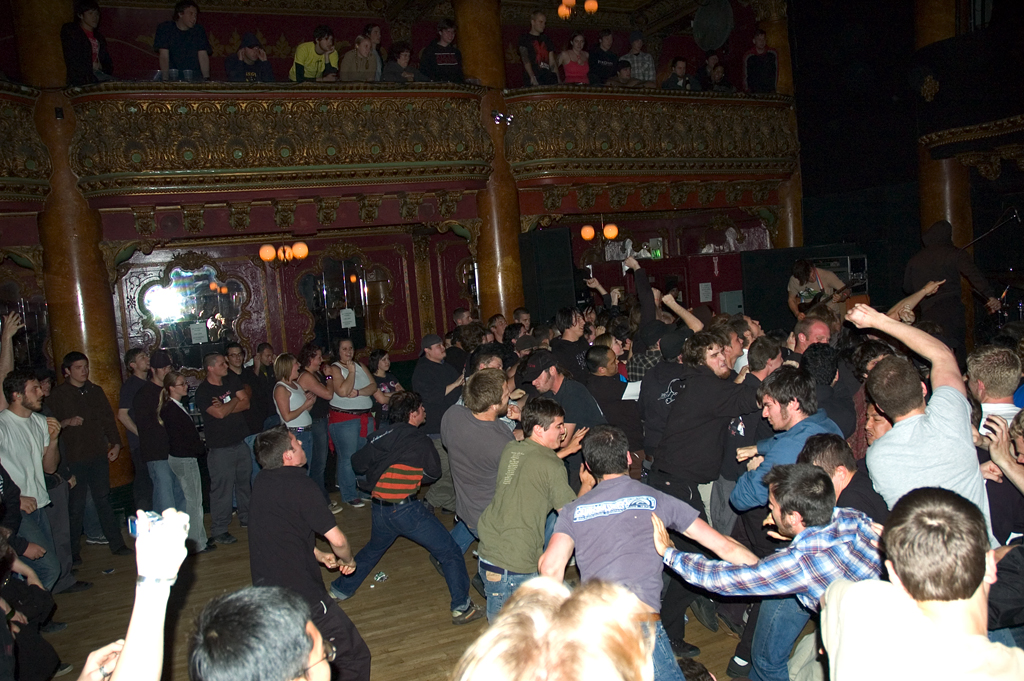

Pogo is een dans uitgevoerd op hardrock, metal, hardcore, ska en punk. Ook komt dit voor in de hardcore house, terrorcore en speedcore-scene.
De dans bestaat uit het in het rond, in de lucht en tegen elkaar aanspringen. Het werkwoord is pogoën. Afhankelijk van de ruigheid van de muziek wordt er regelmatig ook in het wilde weg geslagen en geschopt. Over het algemeen is het pogoën op ska het minst gewelddadig, dit komt het dichtst bij het originele pogoën; op zeer snelle, ruige hardcore, metal en punk, is het veel agressiever en pijnlijker, dit is pitten. Het veroorzaakt regelmatig blessures aan de voeten, tenen, hielen, achillespezen en kneuzingen vanwege valpartijen en het stevig raken van de mensen om de danser heen. Ook gebeurt het soms dat men per abuis iemand een forse elleboogstoot in het gezicht geeft.
Pitten wordt vaak verward met pogoën. Hoewel er overeenkomsten zijn, is het zeker wat anders. Van een pit is pas sprake als er ook bij geduwd of geslagen wordt (meestal tot onder de schouders).
De ware aard van pogoën is veel vredelievender. Daar gaat het vooral om de lol die de beoefenaars met elkaar hebben. Hoe hoger men kan springen, hoe meer aanzien van de groep. Pogoën is door het vele springen vaak vermoeiender dan pitten.
De oorsprong van het pogoën ligt bij de ska en punk. Pitten bij hardcore-punk, metal en aanverwante stijlen. Beide dansen worden bij alle muziekstijlen toegepast, hoewel men kan aannemen dat het vredelievende pogoën bij alle stijlen ook gepast is, dat kan men van pitten moeilijker beweren.
In de metalscene gaat het vooral om tegen elkaar aan springen en het duwen van elkaar in plaats van slaan en schoppen. Vooral het maaien met de armen en benen, zoals vaak voorkomt bij hardcore-punk-optredens, zie je zelden bij metalconcerten. Een ongeïnformeerde omstander zou denken dat de pogoërs erop uit zijn om elkaar te bezeren, maar dit is zeer zeker niet het geval. Een omgevallen pogoër wordt dan ook gelijk weer omhoog geholpen.
Sommige zien pogoën als sfeerverziekend, omdat het vrij veel ruimte inneemt, maar het doel van pogoën is juist het plezier.